# Zonsverduistering van 20 juni 1974

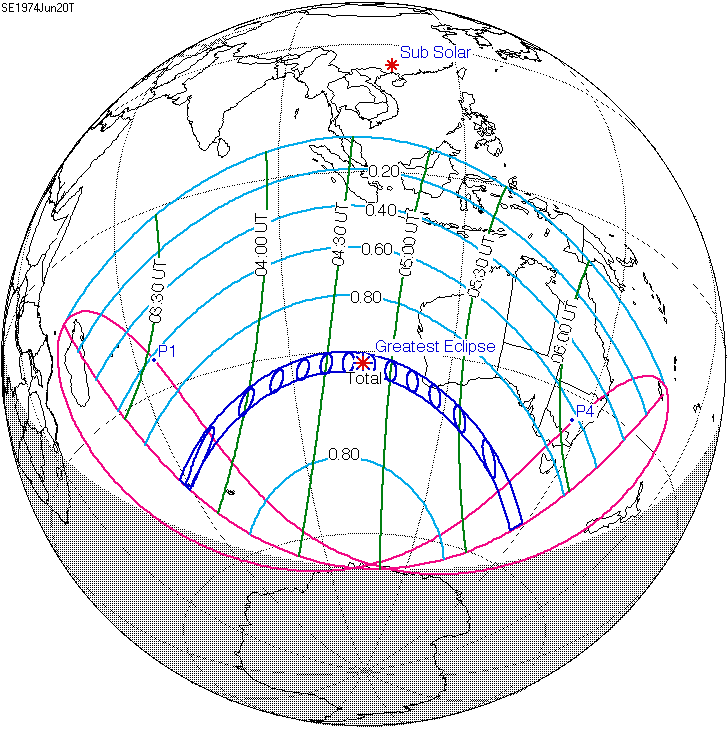
De zonsverduistering was te zien tussen de blauwe lijnen.

De totale zonsverduistering van 20 juni 1974 trok veel over zee, maar was achtereenvolgens te zien in de deelgebieden Amsterdam (Frans eiland) en West-Australië.

## Lengte

### Maximum
Het punt met maximale totaliteit lag op zee ver van enig land op coördinatenpunt 32.1125° Zuid / 103.7476° Oost en duurde 5m08,9s.

### Limieten
| Fenomeen                    | Code | Tijdstip UTC |
| --------------------------- | ---- | ------------ |
| Eerste contact bijschaduw   | P1   | 02:32:49.1   |
| Eerste contact kernschaduw  | U1   | 03:46:24.0   |
| Kernschaduw compleet vanaf  | U2   | 03:51:04.5   |
| Bijschaduw compleet vanaf   | P2   | Niet         |
| Maximum eclips              | GE   | 04:47:20.0   |
| Bijschaduw compleet t/m     | P3   | Niet         |
| Kernschaduw compleet t/m    | U3   | 05:43:28.9   |
| Laatste contact kernschaduw | U4   | 05:48:12.5   |
| Laatste contact bijschaduw  | P4   | 07:01:44.7   |